# Tromotriche thudichumii
Tromotriche thudichumii är en oleanderväxtart som först beskrevs av Neville Stuart Pillans, och fick sitt nu gällande namn av Leslie Larry Charles Leach. Tromotriche thudichumii ingår i släktet Tromotriche och familjen oleanderväxter. Inga underarter finns listade i Catalogue of Life.